# برايان هيثيرنغتون
برايان هيثيرنغتون (بالإنجليزية: Brian Hetherington)‏ هو لاعب دوري الرغبي أسترالي، ولد في 1954.